# Morro d'Oro
Morro d'Oro é uma comuna italiana da região dos Abruzos, província de Teramo, com cerca de 3.316 habitantes. Estende-se por uma área de 28 km², tendo uma densidade populacional de 118 hab/km². Faz fronteira com Atri, Notaresco, Roseto degli Abruzzi.

## Demografia
| Variação demográfica do município entre 1861 e 2011                               |
|                                                                                   |
| Fonte: Istituto Nazionale di Statistica (ISTAT) - Elaboração gráfica da Wikipedia |